# Hoffnungsthal (Rösrath)

Ungefährer Verlauf des ehemaligen Sülzer Industriekanals Hammergraben: Parallel zur Landstraße weitgehend erhalten, ebenso Speichersee und Ablauf. Der nördliche Zulauf bestand mindestens bis 1970

Hoffnungsthal ist ein Stadtteil von Rösrath, einer Stadt im Rheinisch-Bergischen Kreis (Nordrhein-Westfalen).

## Geschichte

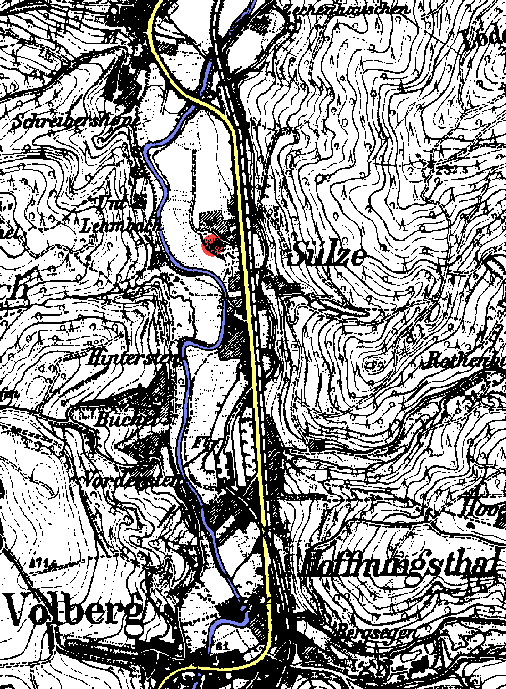
Alte Karte (um 1900) mit „Hoffnungsthal“, „Sülze“ und „Volberg“

### Das alte Volberg
Der Name des alten Kirchdorfs lautete Volberg: Die Ortsbezeichnung Vogelberhc geht zurück auf das Prümer Urbar von 893, ein Güterverzeichnis der Abtei Prüm in der Eifel. Hierin wurden für Vogelberhc 11 „Hufen“ (mansi) angeführt, die zu erbringenden Abgaben (census), die zu leistenden Dienste (servitia) sowie das „Herrenland“ (terra dominicata), in Jochen gezählt.
Darüber hinaus gab es in Vogelberhc eine Hufe für einen Priester. Die Straßenbezeichnung Wiedenhof im Rösrather Stadtteil Forsbach deutet auf einen alten Pfarrhof hin. Die Straße liegt in unmittelbarer Nähe zum Ortsteil Altvolberg, wo sich möglicherweise die erste Siedlung befand.

### Volberg im Mittelalter

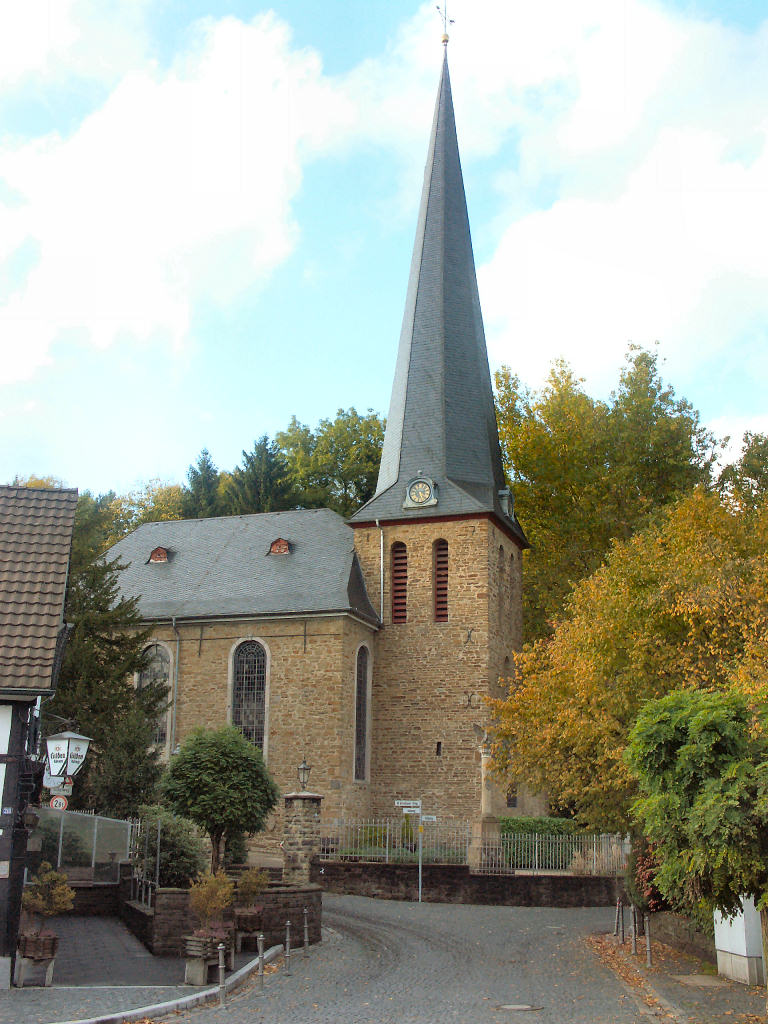
Evangelische Kirche Volberg in Hoffnungsthal

Neben dem alten Volberg auf den Forsbacher Höhen entwickelte sich nach Trockenlegung und Besiedlung des sumpfigen Sülztals im heutigen Stadtteil Hoffnungsthal eine zweite Siedlung mit Namen Volberg. Heutzutage findet sich der Name Volberg noch in einer Hoffnungsthaler Straßenbezeichnung und im Namen der Evangelischen Kirche Volberg. Die nachweislich ältesten Teile der Evangelischen Kirche Volberg sind in der Apsis und dem Untergeschoss des Turmes zu finden. Sie entstammen dem 12. Jahrhundert und lassen romanischen Baustil erkennen.

### 1899: Umbenennung in Hoffnungsthal
Die Bezeichnung „Hoffnungsthal“ geht zurück auf das Hammerwerk namens „Hoffnungsthaler Hammer“. Das Werk verschaffte der armen Landbevölkerung Brot und Arbeit. In dieser Zeit des wirtschaftlichen Aufschwungs kam es 1890 zum Anschluss an das Eisenbahnnetz. Mit der Bahnstrecke Köln-Mülheim–Lindlar (im Volksmund: „Sülztalbahn“) gelangten die Produkte der Eisenschmiede nach Mülheim an den Rhein und in die weite Welt. Aufgrund der hoffnungsvollen industriellen Entwicklung im 19. Jahrhundert wurden am 18. Januar 1899 die Volberger Ortsteile am Ostufer der Sülz, in denen auch das Hammerwerk der Gebrüder Reusch gelegen war, in Hoffnungsthal umbenannt. Die Ortsteile am Westufer, in denen die evangelische Kirche liegt, behielten zunächst noch ihren alten Namen. Heute gehören auch diese Teile des mittelalterlichen Volbergs zu Hoffnungsthal.

## Infrastruktur

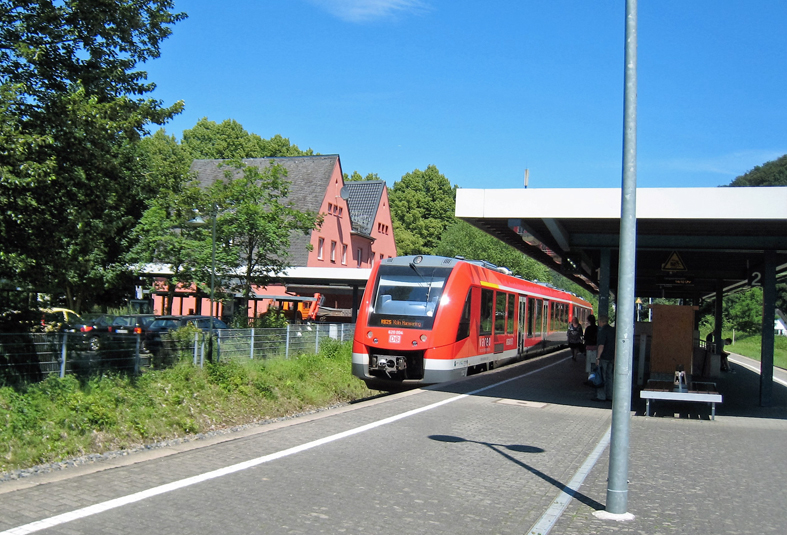
Der Bahnhof Hoffnungsthal, links im Hintergrund das ehemalige Empfangsgebäude 2016

### Eisenbahn
Durch Hoffnungsthal verläuft die Bahnstrecke Köln-Kalk–Overath, auf der heute die Züge der Oberbergischen Bahn (RB 25) zwischen Köln Hansaring, Gummersbach und Lüdenscheid verkehren. Der Bahnhof Hoffnungsthal ist einer von drei Haltepunkten auf Rösrather Stadtgebiet. Weitere Haltepunkte gibt es mit dem Bahnhof Rösrath und dem Haltepunkt Stümpen. Die Strecke wurde 1910 eröffnet, nachdem der Tunnel zwischen Hoffnungsthal und Honrath fertiggestellt war. Etwa 150 Meter vor dem Tunnel wird der Knipperbach mittels einer kleinen Brücke über die Bahnstrecke geleitet. Im Hoffnungsthaler Ortsbereich Vierkotten überquert die Bahn den Fluss Sülz. Zwischen Rösrath und Hoffnungsthal folgen die Züge der ehemaligen Bahnstrecke Köln-Mülheim–Lindlar.

### Wander- und Radwege
In und um Hoffnungsthal gibt es folgende Wanderwege:
| Art           | Wegzeichen | Wegstrecke | Weglänge |
| ------------- | ---------- | --- | -------- |
| Wanderweg     | X22        | Kurkölner Weg: Meschede – Hoffnungsthal – Köln-Rath                                                                       | 153 km   |
| Wanderweg     | <2         | Rath-Heumar – Hoffnungsthal – Honrath                                                                                     | 22 km    |
| Wanderweg     | <12        | Hoffnungsthal – Overath – Marialinden – Ründeroth                                                                         | 42 km    |
| Wanderweg     | K          | Kölner Weg: Rath-Heumar – Hoffnungsthal – Lohmar – Neunkirchen – Westerwald – Siebengebirge                               | 253 km   |
| Rundwanderweg | 15         | Bergbauweg: Hoffnungsthal – Lüderich – Bleifeld – Hoffnungsthal mit 10 Stationen zum Thema 2.000 Jahre Bergbau in Rösrath | 12,1 km  |

### Verwaltungssitz

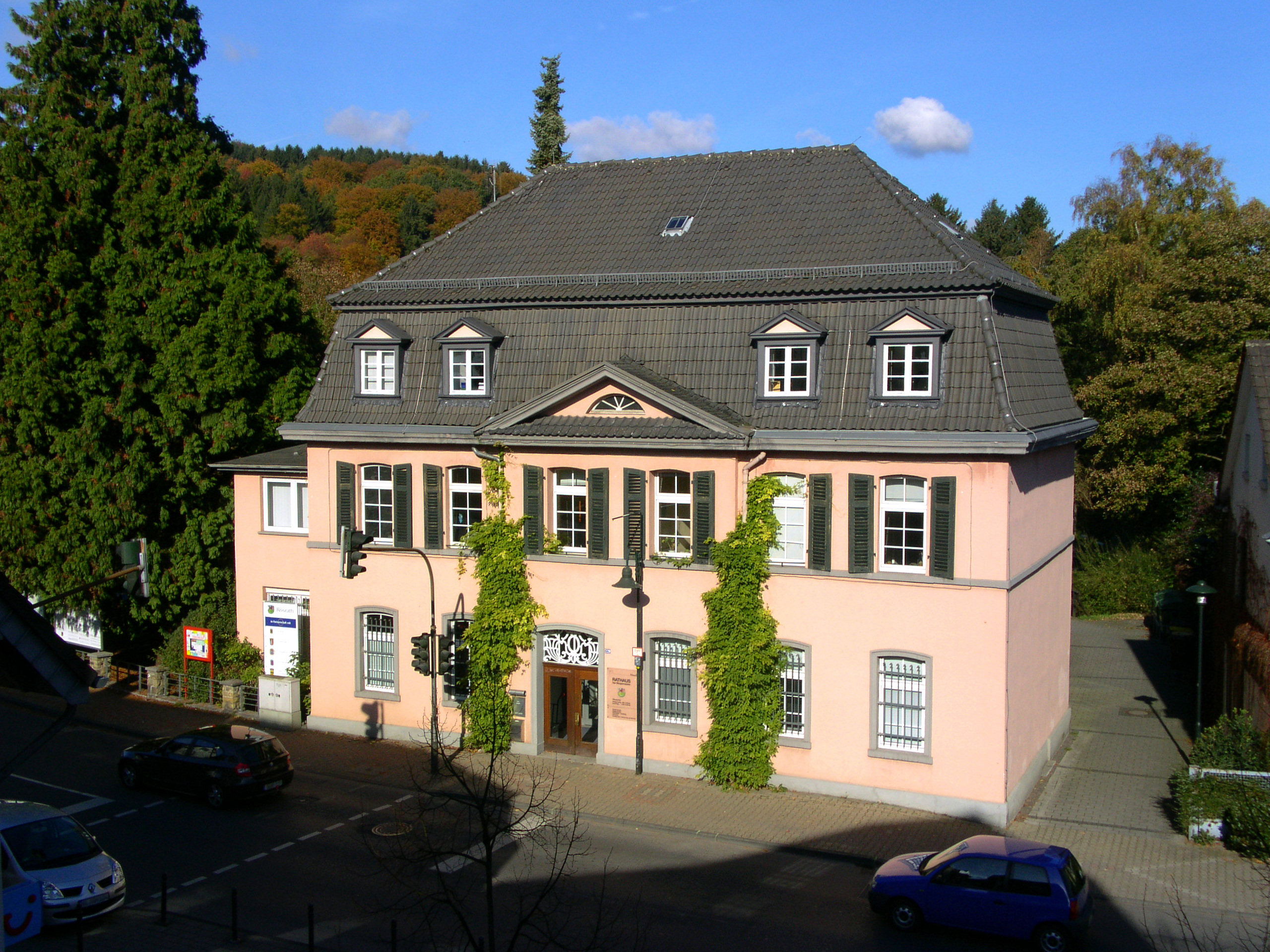
Bürgermeisteramt in Hoffnungsthal

Der Sitz der Rösrather Stadtverwaltung findet sich nicht im Zentrum von Rösrath, sondern in Hoffnungsthal. Infolge des Wiener Kongresses wurde auch Hoffnungsthal Teil der preußischen Rheinprovinz. Seit 1875 ist die Gemeindeverwaltung in Volberg (Hoffnungsthal) installiert. Während sein Vorgänger, der Fabrikant Robert Rohr, von 1851 an hauptsächlich im Schloss Eulenbroich residierte, nahm Bürgermeister Franz Leyhausen seine Amtsgeschäfte 1878 im Bürgermeisteramt in Volberg auf. 1899 findet sich die Bezeichnung „Bürgermeisteramt Hoffnungsthal“.
Das heutige historische Bürgermeisteramtsgebäude geht zurück auf einen umfassenden Umbau von 1912. Vor der Nutzung als Bürgermeisteramt war das Gebäude eine Schule. Neben dem alten Bürgermeisteramt, in dem auch heutzutage noch der Rösrather Bürgermeister amtiert, gibt es seit 1995 auf der gegenüberliegenden Straßenseite das Bürgerforum mit mehreren modernen Verwaltungsgebäuden.

### Wöllner-Stift

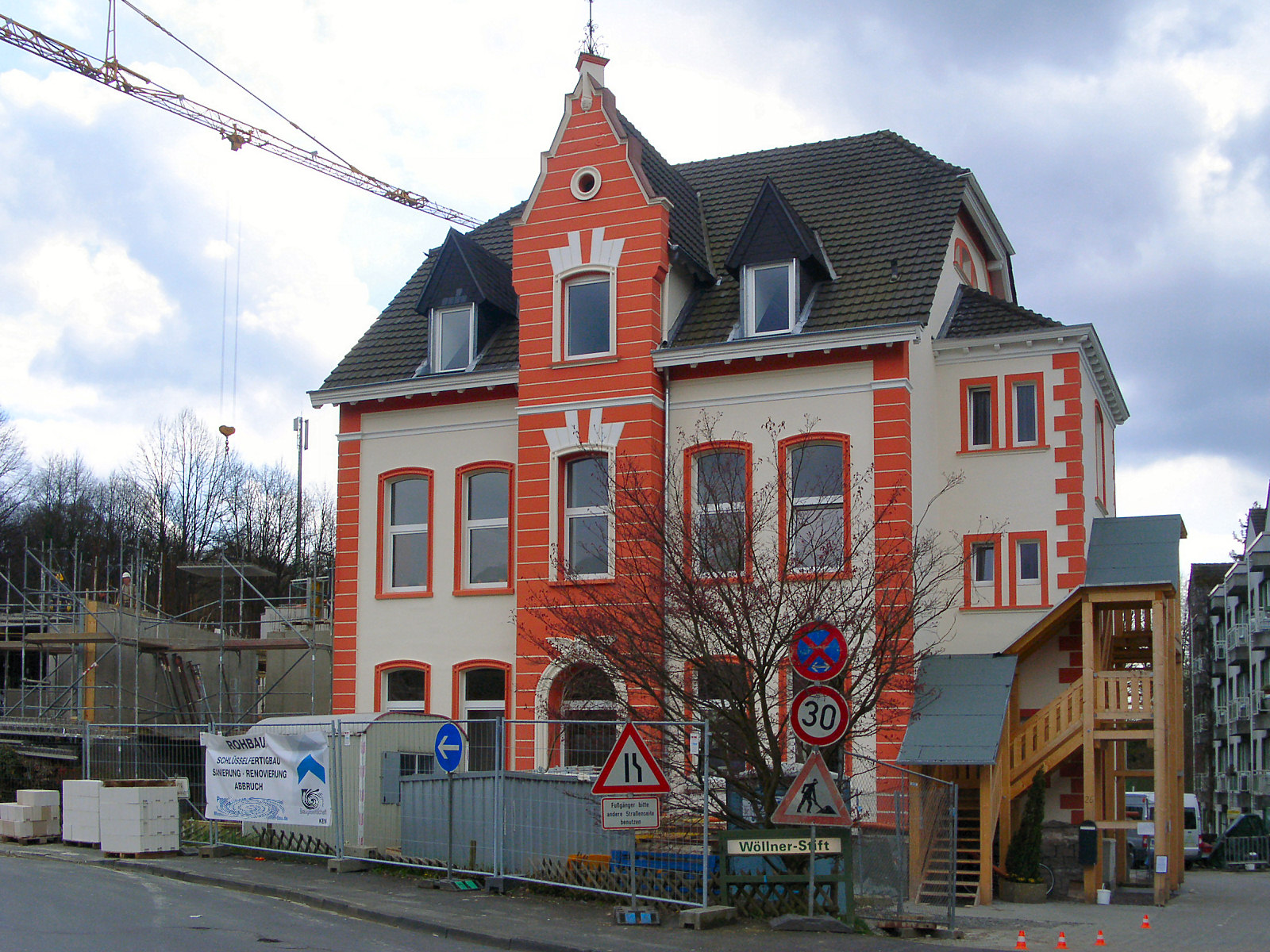
Wöllner-Stift „Haus Pauline“

Das „Wöllner-Stift“ ist ein Alten- und Pflegeheim. Die Einrichtung ist Mitglied im Diakonischen Werk der evangelischen Kirche im Rheinland. Das Haus liegt in Hoffnungsthal in zentraler Lage. Rathaus, Bahnhof und katholische wie evangelische Kirche liegen nur wenige Meter entfernt.
Zunächst dachte Pauline Reusch geb. Wöllner daran, der Stadt Köln 50.000 Mark für ein Asyl für ältere, arbeitsunfähige, vorzugsweise in chemischen Werken tätig gewesene Männer zu stiften. Dann wurde daraus jedoch auf Anraten ihres Vetters August Reusch eine Schenkung an die Gemeinde Rösrath zum Bau eines Armen- und Krankenhauses. Am 10. Januar 1903 wurde das Haus in Betrieb genommen. In der Entbindungsstation wurden bis 1957 viele Hoffnungsthaler entbunden. Der Umbau zum Altersheim begann 1956. Der evangelische Pfarrer Friedrich Gerhard Venderbosch hatte die Idee. Am 10. Januar 1956 wurde der Verein „Altersheim Wöllner-Stift e. V.“ gegründet. 1958 zogen 120 Senioren in das Haus ein. 1985 wurde der Gebäudekomplex erweitert. Ca. 180 Personen werden seitdem im Wöllner-Stift betreut.
2008 begann ein kompletter Umbau des Gebäudekomplexes. Neben vollstationären Ein-Zimmer-Plätzen sollen nach dem Umbau auch Räumlichkeiten für Hausgemeinschaften zur Verfügung stehen. Auch Betreutes Wohnen soll ermöglicht werden.

## Religionen
Bis zur Reformation war die Volberger Kirche eine katholische Kirche, die wahrscheinlich dem heiligen Servatius geweiht war. Mitte des 16. Jahrhunderts wechselten die Volberger zum lutherischen Glauben. Erst 400 Jahre später kam es zur erneuten Einrichtung einer katholischen Pfarrgemeinde in Hoffnungsthal. Als die neue Servatius-Kirche am 13. Mai 1956 eingeweiht wurde, wählte man als Namen der Pfarrei „St. Servatius Volberg in Hoffnungsthal“. Auch die evangelische Religionsgemeinschaft führt die alte Bezeichnung „Volberg“ in ihrem Namen. Sie nennt sich „Evangelische Gemeinde Volberg – Forsbach – Rösrath“.

## Regelmäßige Veranstaltungen
Der Ortsring Hoffnungsthal (Dachverband der Vereine im Ortsteil) organisiert jeweils am zweiten Septemberwochenende das Straßenfest „Kunst & Klaaf“. Dann wird die Hauptstraße zwischen der evangelischen Kirche und dem Veurneplatz auf einer Länge von ca. 700 Metern kurzzeitig zur Fußgängerzone.

## Sehenswürdigkeiten

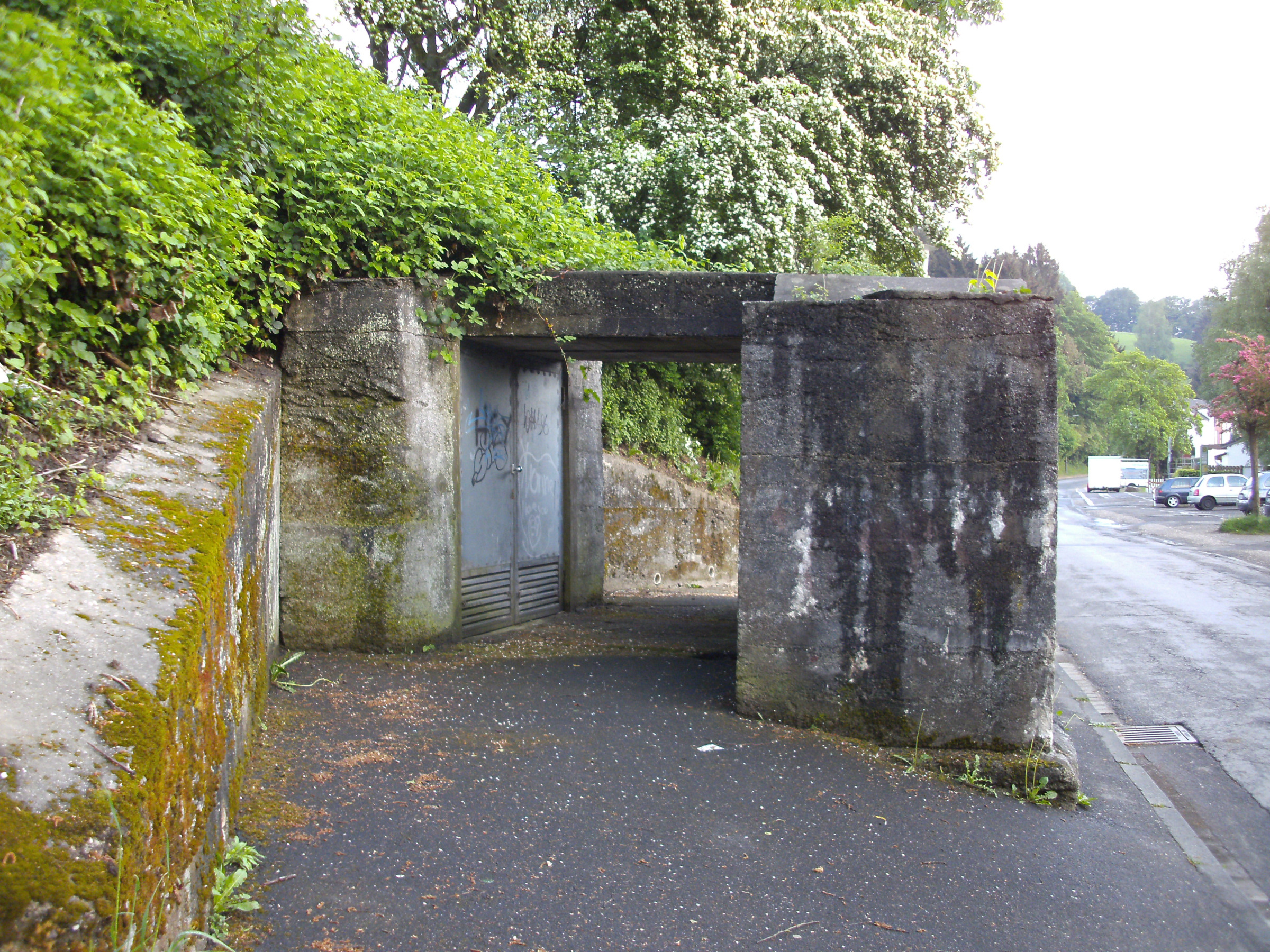
Eingangssituation „Bunker Hoffnungsthal“

### Bunker Hoffnungsthal
Die zwischen 1943 und 1944 für bis zu 800 Personen (Rathaus-Bedienstete, Lehrer, Schüler sowie die im Bombenbau Beschäftigten der Firma Reusch) errichtete „Luftschutzanlage“ diente in neuerer Zeit unter anderem als Kulisse für einen „Tatort“-Fernsehkrimi.

### Villen der Fabrikantenfamilie Reusch

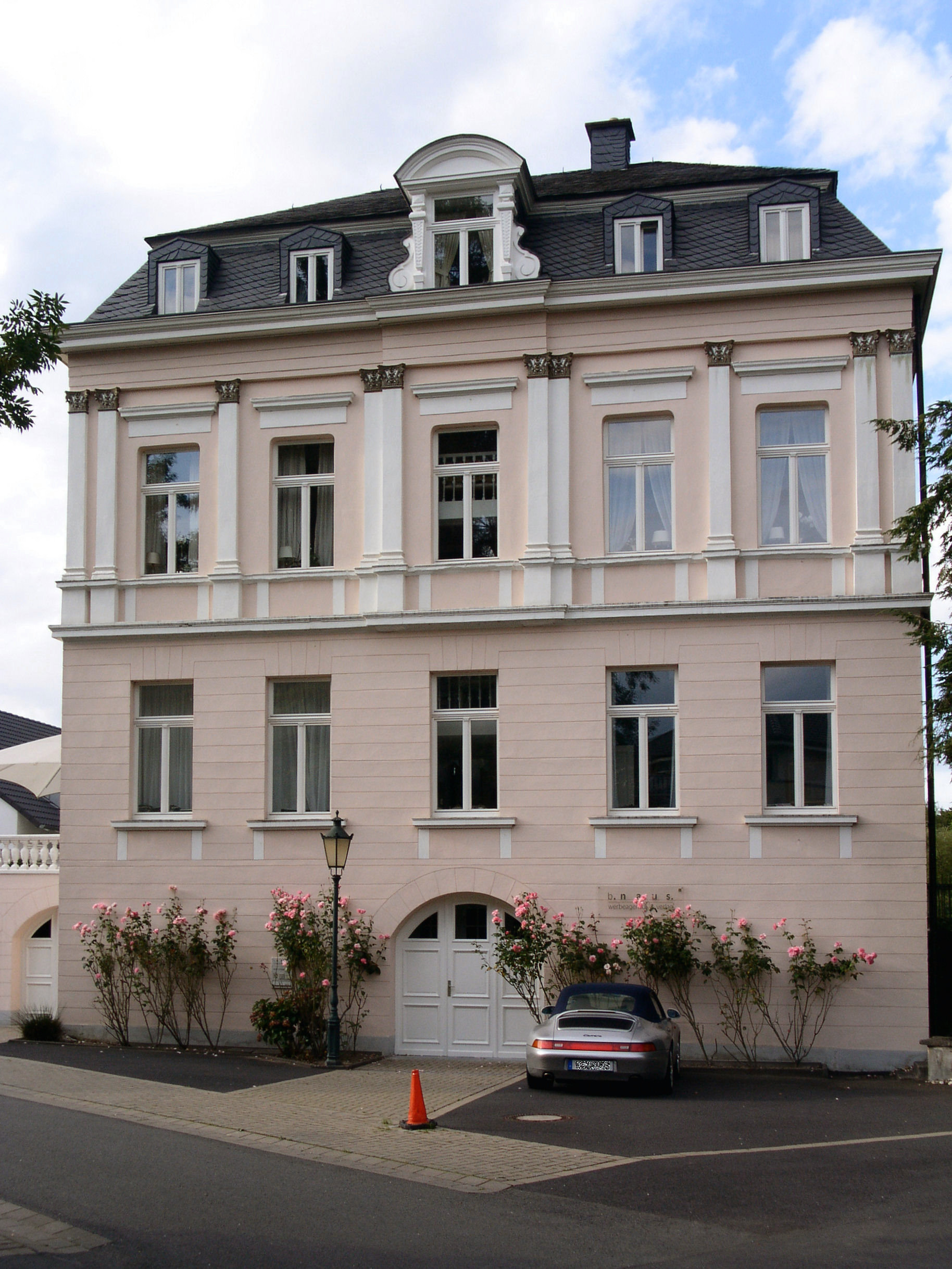
Villa Reusch „Auf dem Hammer“

Die Gebrüder Reusch aus Kleinfischbach erwarben 1816 für 7.000 Reichstaler den „Hoffnungsthaler Hammer“, ein Hammerwerk, das Rudolf Philipp Boullé aus Zündorf 1773 gegründet hatte. 1784 ließ Boullé für seinen Hammermeister ein repräsentatives Wohnhaus errichten, das Weiherhaus, heute bekannt als denkmalgeschützte Villa Reusch „Auf dem Hammer“. Hinter der neoklassizistischen Villa erstreckt sich in nördlicher Richtung ein Weiher, dessen Wasser früher zum Antrieb des Hammers genutzt wurde. Die Wasserzuführung erfolgte über den von der Sülz gespeisten Hammergraben. Die Fabrikantenfamilie Reusch nutzte die Villa zunächst als Wohnsitz und von 1950 bis 1970 als Verwaltungsgebäude. Nach dem Zweiten Weltkrieg spezialisierte sich die Firma Reusch auf die Herstellung von Heizkörpern. Die Produktion wurde 1998 eingestellt und das Werk geschlossen. Nachdem die Villa längere Zeit leerstand, wird sie nach umfassender Renovierung seit 1989 von einer Werbeagentur genutzt.
Drei weitere denkmalgeschützte Reusch-Villen finden sich entlang der Hauptstraße. Die Villa Longree (Hauptstraße 316), auch Hammerhaus genannt, wurde 1864 erbaut. Ihr folgte 1894 die Villa Kurt Reusch (Hauptstraße 312) und 1896 die Villa Wilhelm Reusch (Hauptstraße 310). Mit ihrem neoklassizistischen Baustil unterscheidet sich die Villa Longrée deutlich von den beiden anderen Villen, deren Bauweise an den Schweizer Landhausstil erinnert.

## Sport
Der älteste Hoffnungsthaler Sportverein ist der Radsportverein Blitz Hoffnungsthal 1901 e. V. Der Verein war 2005 Ausrichter der deutschen Schülermeisterschaft, bei der der Schüler Simon Strohmeier aus Unterweissach im 1er Kunstradfahren mit 301,60 Punkten einen bis heute gültigen deutschen Rekord aufstellte.
Der 1907 gegründete Turnverein Hoffnungsthal ist überregional bekannt aufgrund der Erfolge seiner Kunstturnerinnen, die seit 2003 in der ersten Bundesliga turnen und 2004 die Vizemeisterschaft erzielten. Neben dem Kunstturnen gibt es die Abteilungen Badminton, Basketball, Faustball, Fechten, Fußball, Judo, Ju-Jitsu, Leichtathletik, Turnen und Volleyball.
Die zum Ortsteil Hofferhof führende abschüssige Hofferhofer Straße war 2009 der Austragungsort für die deutsche Meisterschaft im Bobby-Car-Rennen.

## Wirtschaft

### Ehemaliger Bergbau
Auf dem Lüderich betrieben die Römer schon im ersten Jahrhundert n. Chr. Bergbau. Die Bergwerke Grube Lüderich, Grube Anacker, Grube Bergsegen, Grube Gustav Bischof, Grube Henricus, Grube Klaproth, Grube Leibnitz, Grube Schnepfenthal, Grube Wallenstein, Grube Wallenstein II, Grube Victor und Gruben Nestor und Peter gehörten zum Bensberger Erzrevier und haben vielen Hoffnungsthalern Brot und Arbeit gegeben.

### Stahl- und Walzwerk
Das Stahl- und Walzwerk Gebr. Reusch hatte eine weit über Hoffnungsthal hinausreichende Bedeutung. Es hatte einen hohen Stellenwert für die Entwicklung der eisenschaffenden und eisenverarbeitenden Industrie des Bergischen Landes. Hier wurden zeitweise viele hundert Arbeitskräfte beschäftigt.

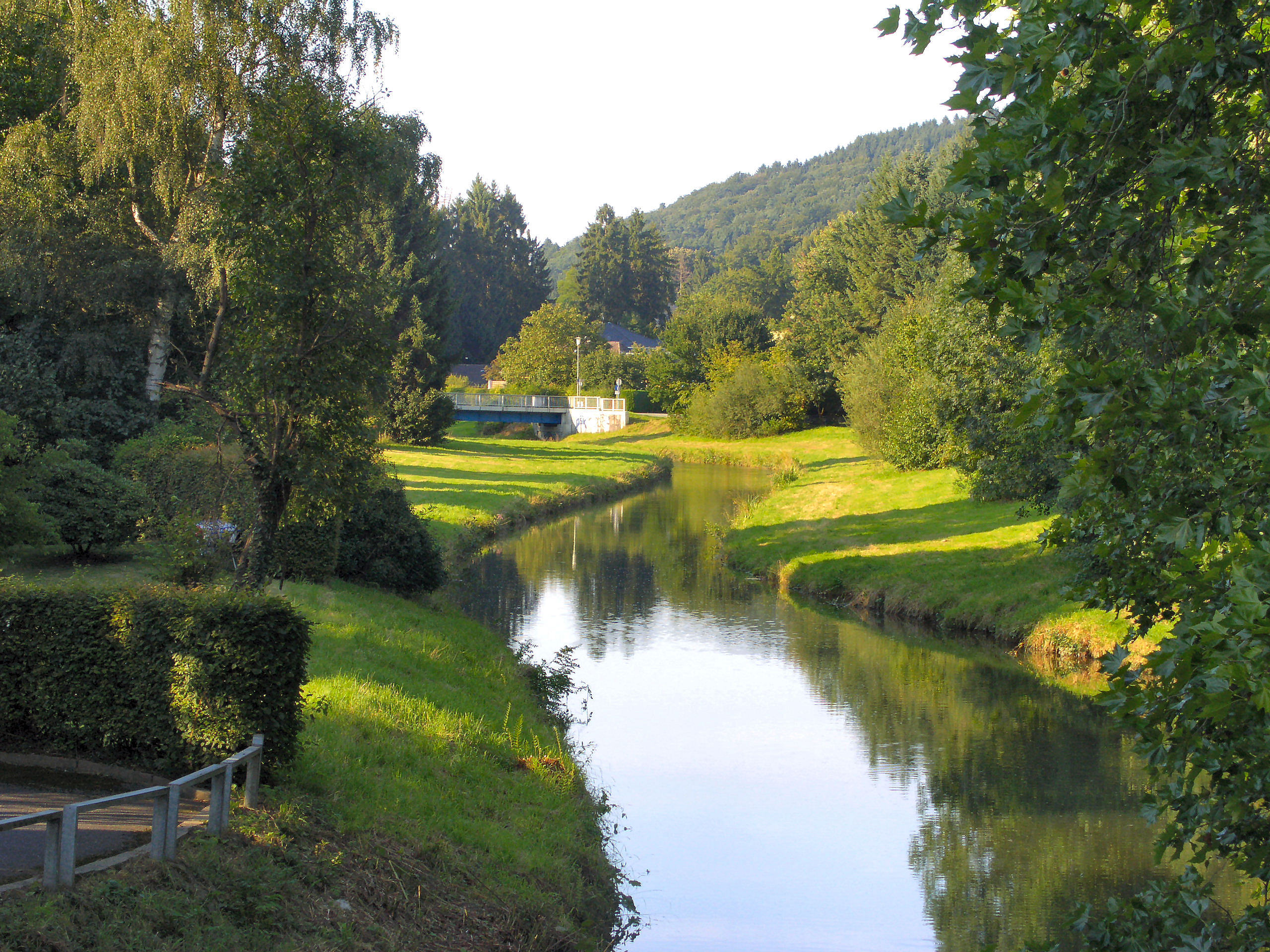
Das Gewässer Sülz (Von Brücke Hauptstraße Richtung Brücke Volberger Straße)